# Tyburn

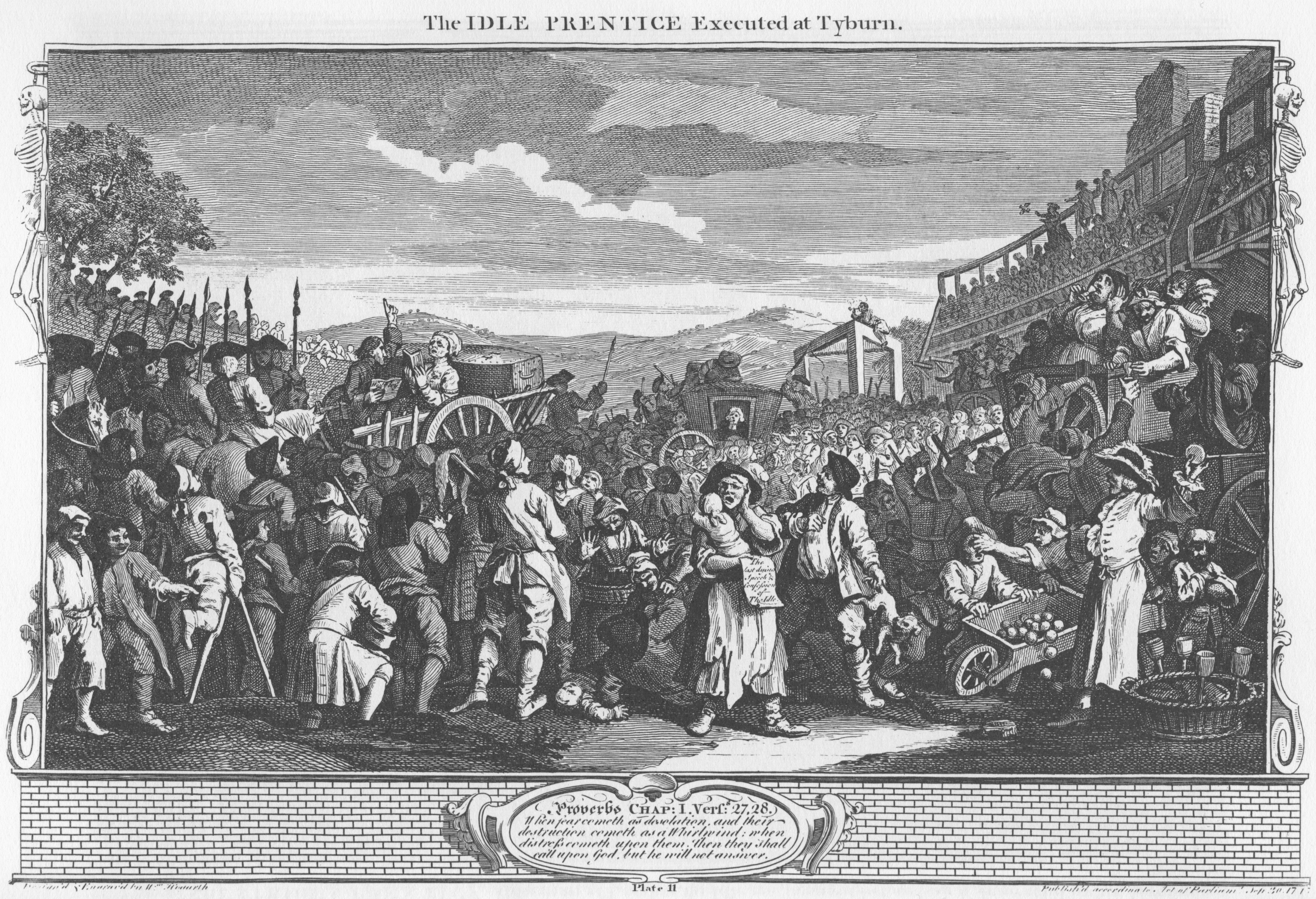
Obra de William Hogarth titulada The Idle 'Prentice Executed at Tyburn, de la serie de grabados Industria y holgazanería (en inglés Industry and Idleness) de 1747.

Tyburn fue una pequeña aldea situada en el condado de Middlesex, Inglaterra, cerca de la ubicación actual del Marble Arch. El nombre de este poblado proviene de los dos riachuelos, Tyburn o Ty Bourne, que son afluentes del río Támesis. Hoy en día estos arroyos están completamente cubiertos desde su origen hasta su desembocadura en el Támesis en la zona de Vauxhall.
En la literatura el nombre de Tyburn fue universalmente utilizado para referirse a la ubicación principal de las célebres horcas que tenían un diseño particular, y que fueron empleadas a través de los siglos para ejecutar a los católicos de Londres.

## Historia
La aldea era una de las dos jurisdicciones de la parroquia de St. Marylebone, que fue nombrada asimismo a partir del riachuelo St. Maylebone y que es una abreviatura de St. Mary’s church by the bourne. Tyburn fue registrada en el Libro de Winchester, y se asentaba aproximadamente al extremo oeste de lo que hoy en día es la calle Oxford Street, en el cruce de dos calzadas romanas. Las vías antecesoras a Oxford Street y Park Lane fueron caminos que se dirigían a la aldea, y que eran llamados Tyburn Road y Tyburn Lane, respectivamente.
El poblado de Tyburn tenía mucha importancia desde tiempos remotos, debido a que albergaba un monumento conocido como Oswulf’s Stone, y que dio el nombre a la antigua división de condados de Ossultone en Middlesex. Éste monumento en forma de piedra fue cubierto en 1822, cuando se trasladó el Marble Arch a esta área, pero después se desenterró y se la apoyó junto al arco. Sin embargo, la piedra no ha sido vista desde el año 1869.

## Horcas de Tyburn

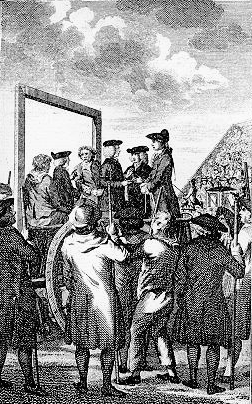
Reverendo William Dodd colgado en Tyburn el 27 de junio de 1777

Varias ejecuciones se llevaron a cabo en Tyburn hasta el siglo XVIII, cuando se empezaron a realizar las condenas en la horca en la prisión de Newgate y en la localidad de Horsemonger Lane Gaol, en Southwark. La procesión de los prisioneros hasta la horca de Tyburn se iniciaba en la cárcel de Newgate, ubicada en la ciudad de Londres, seguía por la iglesia St. Giles in the Fields y continuaba por la calle Oxford.
La primera ejecución registrada se realizó junto al riachuelo en el año de 1196, en la cual fue colgado William Fitz Osbert, conocido como el líder populista de las protestas en contra de los impuestos de Londres, y fue arrinconado en la iglesia St. Mary le Bow para luego ser arrastrado desnudo por un caballo hasta Tyburn, donde fue finalmente ejecutado.
En 1571, se erigió el «Árbol de Tyburn», ubicado en donde ahora está situado el Marble Arch. El Árbol o El árbol triple era un nuevo diseño de horca, que estaba formado de un triángulo horizontal de madera sostenido por tres patas (una horca conocida como el taburete de tres patas.) En este nuevo tipo de horca, varios criminales podían ser ejecutados a la vez. De esta manera estas horcas eran usadas en ciertas ocasiones para ejecuciones en masa, como las del 23 de junio de 1649 cuando 24 prisioneros, entre los cuales había 23 hombres y una mujer, fueron colgados simultáneamente con el uso de ocho carretas.
El Árbol de Tyburn estaba situado en el medio de la carretera, y servía como punto de referencia en el oeste de Londres y como un símbolo de la ley a los viajeros. Después de las ejecuciones, los cuerpos eran sepultados en las inmediaciones, o en épocas tardías eran utilizados para autopsias por los anatomistas.
La primera víctima  católica ejecutada fue Elizabeth Barton en 1534. En 1535 fueron ejecutados otros 5 católicos más entre ellos John Hougthon. En el Árbol de Tyburn fue colgado el Dr. John Story, un político que rehusó reconocer a Isabel I. Entre otros personajes notables que fueron colgados en los siglos siguientes se encuentran John Bradshaw, Henry Ireton y Oliver Cromwell, que ya se encontraban muertos, y fueron desenterrados para ser colgados en Tyburn bajo las órdenes de Carlos II de Inglaterra como una venganza póstuma por la decapitación de su padre.
Las ejecuciones eran espectáculos públicos y extremadamente populares, que atraían a multitudes. Los aldeanos aprovechaban la gran concurrencia de gente a estos eventos en Tyburn e instalaban plataformas para que los espectadores vieran las ejecuciones a cambio de dinero. En una ocasión las plataformas se desplomaron, causando cientos de heridos y muertos. Sin embargo, esto no disuadió a la gente, y las ejecuciones seguían siendo consideradas como un día festivo, e inclusive algunos trabajadores recibían el día libre para asistir. Varios de estos eventos fueron representados artísticamente por William Hogarth, especialmente en su impresión satírica, llamada The Idle Prentice Executed at Tyburn, realizada en 1747.
Tyburn era comúnmente invocado en eufemismos para la pena capital, por ejemplo: «Hacer un viaje a Tyburn» significaba ir al ahorcamiento de uno mismo, «El Señor del Feudo de Tyburn» se refería al verdugo, «Bailar al compás de Tyburn» aludía al proceso de ser colgado. Los convictos eran transportados al lugar por medio de una carreta sin cubierta desde la prisión de Newgate. Se esperaba que los criminales utilizaran su vestuario más fino y que muriesen con indolencia. La gente aplaudía las muertes heroicas, mientras abucheaba cualquier muestra de debilidad de los condenados.
Las horcas de Tyburn fueron utilizadas por última vez el 3 de noviembre de 1783, cuando John Austin, asaltante de caminos, fue colgado. El lugar de la horca está en la actualidad marcado por tres triángulos de bronce montados sobre el pavimento en la esquina de Edgware Road y Baywater Road. De hecho, hay una placa en el centro de Edgware Road, en el cruce con Baywater Road. También esta ubicación es conmemorada por el convento de Tyburn, que es un templo católico dedicado a la memoria de los mártires ejecutados.
Tyburn hoy en día yace en el punto en el cual Watling Street, la moderna A5 comienza, y continúa hasta Holyhead. De acuerdo a una publicación de 1850, el lugar se ubicaba originalmente en el número 49 de Connaught Square.

## Algunas ejecuciones notables
| Nombre | Fecha | Causa |
| --- | --- | --- |
| Roger Mortimer, I conde de March | 29 de noviembre de 1330 | Acusado de asumir poder real; colgado sin juicio. |
| Sir Humphrey Stafford of Grafton | 8 de julio de 1486 | Acusado de aliarse con Ricardo III; colgado sin juicio bajo las órdenes de Enrique VII. |
| Michael An Gof y Thomas Flamank | 24 de junio de 1497 | Líderes de la primera Rebelión de Cornualles de 1497. |
| Perkin Warbeck | 23 de noviembre de 1499 | Traición; pretendiente al trono de Enrique VII, se hizo pasar por Ricardo IV, el menor de los dos Príncipes de la Torre. Líder de la segunda Rebelión de Cornualles de 1497. |
| Elizabeth Barton "The Holy Maid of Kent"                                                                                                  | 20 de abril de 1534 | Traición; una monja que predicó que Enrique VIII moriría seis meses después de contraer matrimonio con Ana Bolena. |
| John Hougton Robert Lawrence Agustín Webster Richard Reynolds John Hale John Fisher Humphrey Middlemore Sebastián Newdigate William Exmew | Mártires Católicos por su fidelidad a la Iglesia católica Romana ejecutados por Enrique VIII el 4 de mayo y el 22 de junio de 1535, por no aprobar su divorcio. 54 mártires beatificados el 29 de diciembre de 1886 por León XIII. | Prior cartujo ahorcado Monje Cartujo ahorcado Monje Cartujo ahorcado Monje Brigidino ahorcado Sacerdote y abogado ahorcado Obispo (decapitado) Monje Cartujo (arrastrado) Monje Cartujo (Descuartizado) Monje Cartujo (Descuartizado) |
| Thomas Fiennes, IX Barón de Dacre | 29 de junio de 1541 | Condenado por estar involucrado en el asesinato de un guardabosques, mientras formaba parte de una expedición de caza en las tierras de Sir Nicholas Pelham en Laughton. |
| Thomas Culpeper | 10 de diciembre de 1541 | Un cortesano que tuvo una aventura con la quinta esposa de Enrique VIII, la reina Catalina Howard. Inusualmente, Culpeper fue decapitado, una muerte que normalmente era realizada en la privacidad de la Torre de Londres. Culpeper y Francis Dereham fueron sentenciados a ser ahorcados, ahogados y descuartizados, pero Enrique VIII conmutó la sentencia de Culpeper a ser decapitado por su antigua amistad con él. Infortunadamente Dereham sufrió la sentencia completa. |
| Humphrey Arundell | 27 de enero de 1550 | Líder de la rebelión de Cornualles contra los Ingleses en 1549, también conocida como (la rebelión del Libro de Oración Común). |
| Edmundo Campion Ralph Sherwin Alejandro Briant Lucas Kirby                                                                                | Mártires católicos en defensa de su fe. Ejecutados el 1 de diciembre de 1581 | Jesuita (ahorcado) Sacerdote católico (Torturado) Jesuita (tortura) Maestro de Arte Sacerdote |
| John Adams | 8 de octubre de 1586 | Jesuita (ahorcado) Sacerdote católico (Torturado) Jesuita (tortura) Maestro de Arte Sacerdote |
| Robert Dibdale | 8 de octubre de 1586 | Jesuita (ahorcado) Sacerdote católico (Torturado) Jesuita (tortura) Maestro de Arte Sacerdote |
| John Lowe | 8 de octubre de 1586 | Jesuita (ahorcado) Sacerdote católico (Torturado) Jesuita (tortura) Maestro de Arte Sacerdote |
| San Roberto Southwell | 21 de febrero de 1595 | Jesuita (ahorcado) Sacerdote católico (Torturado) Jesuita (tortura) Maestro de Arte Sacerdote |
| Philip Powell | 30 de junio de 1646 | Jesuita (ahorcado) Sacerdote católico (Torturado) Jesuita (tortura) Maestro de Arte Sacerdote |
| Anne Line Tomás Garnet John Roberts John Almond Bartolomé Roe Enrique Morse John Southworth                                               | 1601 1608 1610 1612 1641 1645 28 de junio de 1654 | Ana, fue laica, los demás fueron Jesuitas, Benedictinos y Sacerdotes torturados en el potro, colgados y torturados ejecutados por ser católicos, canonizados el 25 e octubre de 1970 por Pablo VI, Miembros del grupo de 40 mártires de Inglaterra y Gales. |
| Robert Hubert | 28 de septiembre de 1666 | Confesó falsamente que inició el Gran Incendio de Londres. |
| Claude Duval | 21 de enero de 1670 | Salteador. |
| San Oliver Plunkett | 1 de julio de 1681 | Arzobispo de Armagh, primado de Irlanda y mártir. |
| Jane Voss | 19 de diciembre de 1684 | Robo de carreteras, alta traición, asesinato, y delitos graves. |
| William Chaloner | 23 de marzo de 1699 | Notable acuñador e impostor, condenando por alta traición debido en parte a la evidencia presentada por Isaac Newton. |
| Jack Sheppard "Caballero Jack" | 16 de noviembre de 1724 | Notable ladrón y múltiples fugas. |
| Jonathan Wild | 24 de mayo de 1725 | Señor del crimen organizado. |
| William Griffin | 9 de mayo de 1726 | Sodomía. |
| Gabriel Lawrence | 9 de mayo de 1726 | Sodomía. |
| Thomas Wright | 9 de mayo de 1726 | Sodomía. |
| James MacLaine "El caballero salteador"                                                                                                   | 3 de octubre de 1750 | Asaltante de caminos. |
| Laurence Shirley, IV Señor de Ferrers | 5 de mayo de 1760 | El último noble que fue colgado por asesinato. |
| Elizabeth Brownrigg | 13 de septiembre de 1767 | Colgada por el asesinato de Mary Clifford, una sirvienta. |
| William Dodd, Reverendo | 27 de junio de 1777 | Colgado por cometer fraude para pagar sus deudas. Fue el último individuo en ser colgado en Tyburn por fraude. |
| Rev. James Hackman | 19 de abril de 1779 | Colgado por el asesinato de Martha Ray, amante de John Montagu IV, conde de Sandwich. |
| John Austin | 3 de noviembre de 1783 | Un asaltante de caminos, la última persona en ser ejecutada en Tyburn. |